# Classe Bayard
La classe Bayard fut une classe de navires cuirassés de 2e classe construite pour la Marine française. Cette classe était de type en barbettes.

## Navires de la classe
| Nom     | Chantier naval     | Mise en chantier  | Lancement       | Armement         | Destin                              |
| ------- | ------------------ | ----------------- | --------------- | ---------------- | ----------------------------------- |
| Bayard  | Arsenal de Brest   | 19 septembre 1876 | 27 mars 1880    | 22 novembre 1882 | Rayé des listes le 26 avril 1899    |
| Turenne | Arsenal de Lorient | 1er mars 1877     | 16 octobre 1879 | 4 février 1882   | Rayé des listes le 4 septembre 1900 |